# Abbateggio
Abbateggio (AFI: /abːaˈtɛdd͡ʒo/) è un comune italiano di 353 abitanti della provincia di Pescara in Abruzzo.

## Geografia fisica
Abbateggio sorge su un colle sulla sinistra del torrente Lavino, affluente di destra del fiume Pescara.

## Storia
Il comune ebbe le sue origini in relazione con l'abbazia di San Clemente a Casauria, fondata nell'antica località di Casauria, un'isola (non più esistente) in mezzo al fiume Pescara ed oggi contrada del Comune di Castiglione a Casauria, dall'imperatore Ludovico II nell'866. Qualche autore ha messo in relazione il toponimo con il nome dell'abate che verosimilmente ne volle la nascita (Abbateggio sarebbe la contrazione di Abbate-Giovanni). La prima notizia storica certa sulla fondazione del Castello risale però al 986, quando il nobile pennense Tresidio di Ota lo fece costruire e lo donò, con il nome di Abbatejo, all'Abate Casauriense Adamo. Nel 1059 nella Bolla di conferma inviata da Papa Niccolò II al nuovo Vescovo Teatino Attone si cita tra i possessi della Diocesi Teatina la Pieve di S. Giovanni di "Abbateccio".
Nel 1111 compare come Signore di Batejo tal Todino di Temmario, presente alla convenzione tenutasi in questo anno nell'Isola della Pescara presso il monastero di San Clemente a Casauria per ridefinire il quadro geo-politico dell'area. Nel 1115 in una bolla di Papa Pasquale II, in cui si conferma al Vescovo teatino Guillelmo una serie di possedimenti, è nominata anche la pieve di San Martino de Abategio.
Un diploma di Carlo I d'Angiò datato 26 dicembre 1269 concede il feudo di Abbateggio a Bertrando del Balzo. Abbateggio venne poi rivendicato da Corrado Acquaviva, signore di San Valentino, ed appartenne alla famiglia Trogisio fino al 1382, quando Carlo III di Durazzo lo cedette a Giovanni Orsini, conte di Manoppello. Tornato al demanio regio, venne riceduto agli Orsini da Ferdinando I nel 1487.
Abbateggio, ricompreso nel feudo di San Valentino, venne portato in dote da Margherita d'Austria, figlia naturale di Carlo V, ad Alessandro de' Medici e, alla morte di questi, al suo secondo marito Ottavio Farnese, duca di Parma e Piacenza. Il paese appartenne ai Farnese fino a quando l'ultima esponente della famiglia, la regina di Spagna Elisabetta, lo trasmise al figlio don Carlo di Borbone, che nel 1735 divenne re di Napoli e Sicilia: Abbateggio tornò a far parte del demanio regio.
Nel periodo della Repubblica Partenopea molti abbateggiani si unirono alla banda di briganti comandata dal frate minore Giacomo da Villa Santa Maria. Il 20 gennaio 1799 commisero violenze e saccheggi a Manoppello: molti di loro vennero fucilati dai Francesi, gli altri si diedero alla fuga. Nel 1929 il comune di Abbateggio venne soppresso ed aggregato a quello di San Valentino in Abruzzo Citeriore; venne ricostituito nel 1947.

### Simboli
Il gonfalone è un drappo troncato di azzurro e di rosso.

## Monumenti e luoghi d'interesse
- La chiesa santuario della Madonna dell'Elcina: secondo la tradizione locale, forse attorno alla fine del XV secolo due pastorelli muti che pascolavano le pecore nella contrada dell'Elcina videro la Vergine su un elce (il cui tronco è conservato nella chiesa): Maria diede loro il dono della parola e chiese che in quel luogo venisse eretta una chiesa a lei dedicata.[17] La chiesa sorge su un colle roccioso poco fuori dal centro cittadino: venne totalmente riedificata nel 1927. Al suo interno si conserva una statua alta 130 centimetri, in terracotta policroma, raffigurante una Madonna con il Bambino, libera copia di quella realizzata dallo scultore Francesco Gagliardelli per la chiesa della Mater Domini di Chieti.[18]
- Chiesa madre di San Lorenzo: sta nel centro del comune, di origine medievale, ma rifatta completamente nel XVIII secolo. Ha impianto rettangolare con esterni in mattoni a vista, facciata divisa da cornicione, ornata da portale architravato con timpano triangolare, e nella lunetta il rilievo della Madonna; sovrastato al centro della facciata da una finestra, e da timpano terminante a triangolo, ornato da un orologio laterale ottocentesco. Il campanile è una torre terminante a cuspide piramidale. L'interno a navata unica è illuminato da finestre rettangolari laterali, è stato rifatto nell'800 con stucchi e intonaci bianchi; presso il presbiterio si trova una calotta sferica di una falsa cupola, l'abside è semicircolare e accoglie la nicchia con la statua del santo. Il pulpito laterale è in pietra intonacata; sui lati ci sono delle cappelline inquadrate da paraste ioniche.
- Altre chiese: cappella della Madonna del Carmine a impianto a capanna, in via Umberto I; e la cappellina ad edicola di San Biagio.
- Nella frazione Cusano ci sono i resti di un antico castello ed altri edifici altomedievali. Nella località si ricorda la riserva naturale con le cascate di Cusano.
- Villaggio neolitico pastorale: tra Colle Civita di Roccamorice e Macchia si trova un villaggio neolitico pastorale con capanne a tholos. I rifugi erano usati anche nel Medioevo dai pastori durante la transumanza per la Puglia. Oggi sono stati recuperati per un parco archeologico a tema.

## Società

### Evoluzione demografica
Abitanti censiti

## Cultura
- Ecomuseo del Paleolitico nella Valle Giumentina

## Economia
L'economia del comune si basa sull'agricoltura e sull'allevamento: farro, olivi, vite, alberi da frutto, formaggi e miele.
Abbateggio è associato a I borghi più belli d'Italia.

## Infrastrutture e trasporti
Il comune è interessato dalla strada provinciale 65, che lo collega alla vicina strada statale 487 di Caramanico Terme. È collegato al capoluogo ed altri centri limitrofi da linee di autobus di Trasporto Unico Abruzzese.

## Amministrazione

Il gonfalone comunale

| Periodo        | Periodo        | Primo cittadino                  | Partito                           | Carica  | Note                |
| -------------- | -------------- | -------------------------------- | --------------------------------- | ------- | ------------------- |
| 23 aprile 1995 | 12 giugno 2004 | Scipione Croce                   | Lista Civica di Centro            | Sindaco | [ 20 ] [ 21 ]       |
| 13 giugno 2004 | 26 maggio 2019 | Antonio Di Marco                 | Lista Civica Uniti per Abbateggio | Sindaco | [ 1 ] [ 22 ] [ 23 ] |
| 27 maggio 2019 | (in carica)    | Gabriele Luciano Di Pierdomenico | Lista Civica Uniti per Abbateggio | Sindaco |                     |